# O schöner Mai!
O schöner Mai!, op. 375, är en vals av Johann Strauss den yngre. Den spelades första gången den 21 januari 1877 i Stora konsertsalen i Musikverein i Wien.

## Historia
Den 3 januari 1877 hade Johann Strauss femte operett premiär: Prinz Methusalem. Medan texten fick en del kritik hyllades Strauss musik och ansågs överträffa allt vad han dittills hade presterat för scenen. Sin vana trogen arrangerade han en rad orkesterstycken på motiv ur den nya operetten. Ett av dessa var valsen O schöner Mai!, vars huvudtema var hämtat från duetten mellan Pulcinella och Methusalem i akt III, medan de återstående melodierna härstammar från akterna I och II, inklusive kör och ensemblenumret "O schoener Mai!" som också gav valsen dess titel.
Valsen framfördes första gången den 21 januari 1877 under ledning av Eduard Strauss vid en söndagskonsert i Stora konsertsalen i Musikverein.

## Om valsen
Speltiden är ca 9 minuter och 21 sekunder plus minus några sekunder beroende på dirigentens musikaliska tolkning.
Valsen var ett av fem verk där Strauss återanvände musik från operetten Prinz Methusalem:
- O schöner Mai!, Vals, Opus 375
- Methusalem-Quadrille, Kadrilj, Opus 376
- I-Tipferl-Polka, Polka-francaise, Opus 377
- Banditen-Galopp, Polka-Schnell, Opus 378
- Kriegers Liebchen, Polkamazurka, Opus 379

## Weblänkar
- O schöner Mai! i Naxos-utgåvan.